# Il tesoro segreto di Tarzan
Il tesoro segreto di Tarzan (Tarzan's Secret Treasure) è un film del 1941 diretto da Richard Thorpe.
Il soggetto è liberamente tratto dal famoso romanzo d'avventura Tarzan delle Scimmie di Edgar Rice Burroughs del 1912. Il film è il quinto dei dodici della saga di Tarzan interpretati dall'attore Johnny Weissmuller, già primo uomo al mondo a nuotare i 100 metri stile libero sotto il minuto e vincitore di cinque medaglie d'oro olimpiche ai Parigi 1924 e Amsterdam 1928. Ed è il secondo degli otto in cui l'attore bambino Johnny Sheffield compare nel ruolo di "Piccolo" ("Boy"), il figlio adottivo di Tarzan e Jane. Nel film Tarzan e Jane adottano anche un altro bambino africano, interpretato da Cordell Hickman, ma la cosa non avrà seguito nei film successivi.

## Trama
In Africa una spedizione di ricercatori di antichi reperti giunge nelle foreste governate da Tarzan. I due rappresentanti della banda sono i signori Medford e Vandermeer e pensano di usare l'uomo-scimmia come guida tra quei luoghi sconosciuti e insuperabili per trovare il loro tesoro sepolto sotto terra. Ma dato che Tarzan non si fida e non collabora, la banda rapisce seduta stante Jane e il figlio Piccolo per costringere Tarzan a rivelare il luogo segreto del tesoro. Tarzan sta per cedere, disposto a tutto pur di salvare la sua famiglia, ma un sopralluogo cambia gli eventi. Infatti i nativi della zona, amici di Tarzan, giungono appena in tempo e catturano i ricercatori senza scrupoli e così Tarzan potrà avere la sua vendetta contro gli imbroglioni e condividere il tesoro con gli Opar.